# Minuartia setacea
Minuartia setacea är en nejlikväxtart. Minuartia setacea ingår i släktet nörlar, och familjen nejlikväxter.

## Underarter
Arten delas in i följande underarter:
- M. s. bannatica
- M. s. olympica
- M. s. setacea

## Bildgalleri

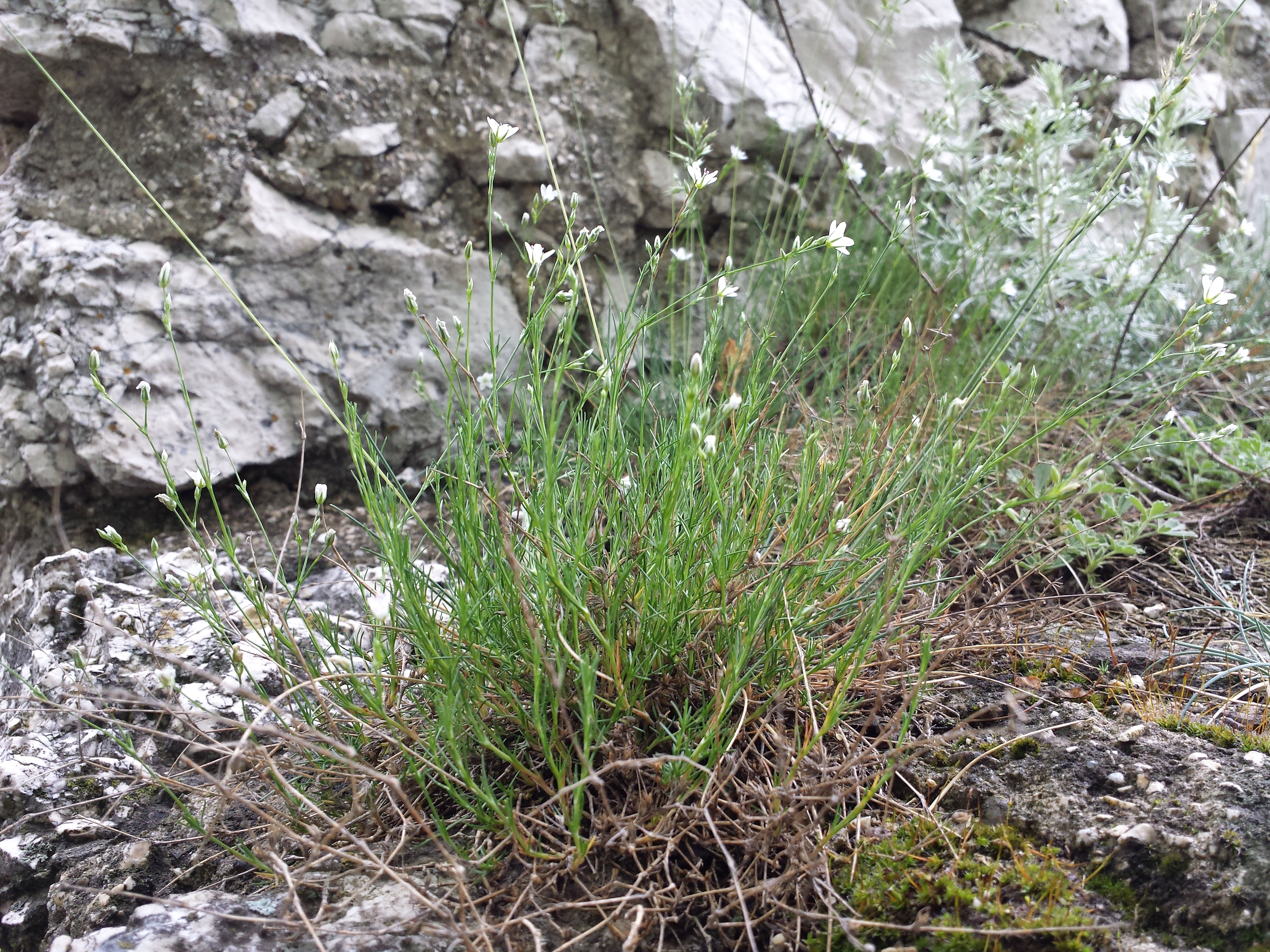
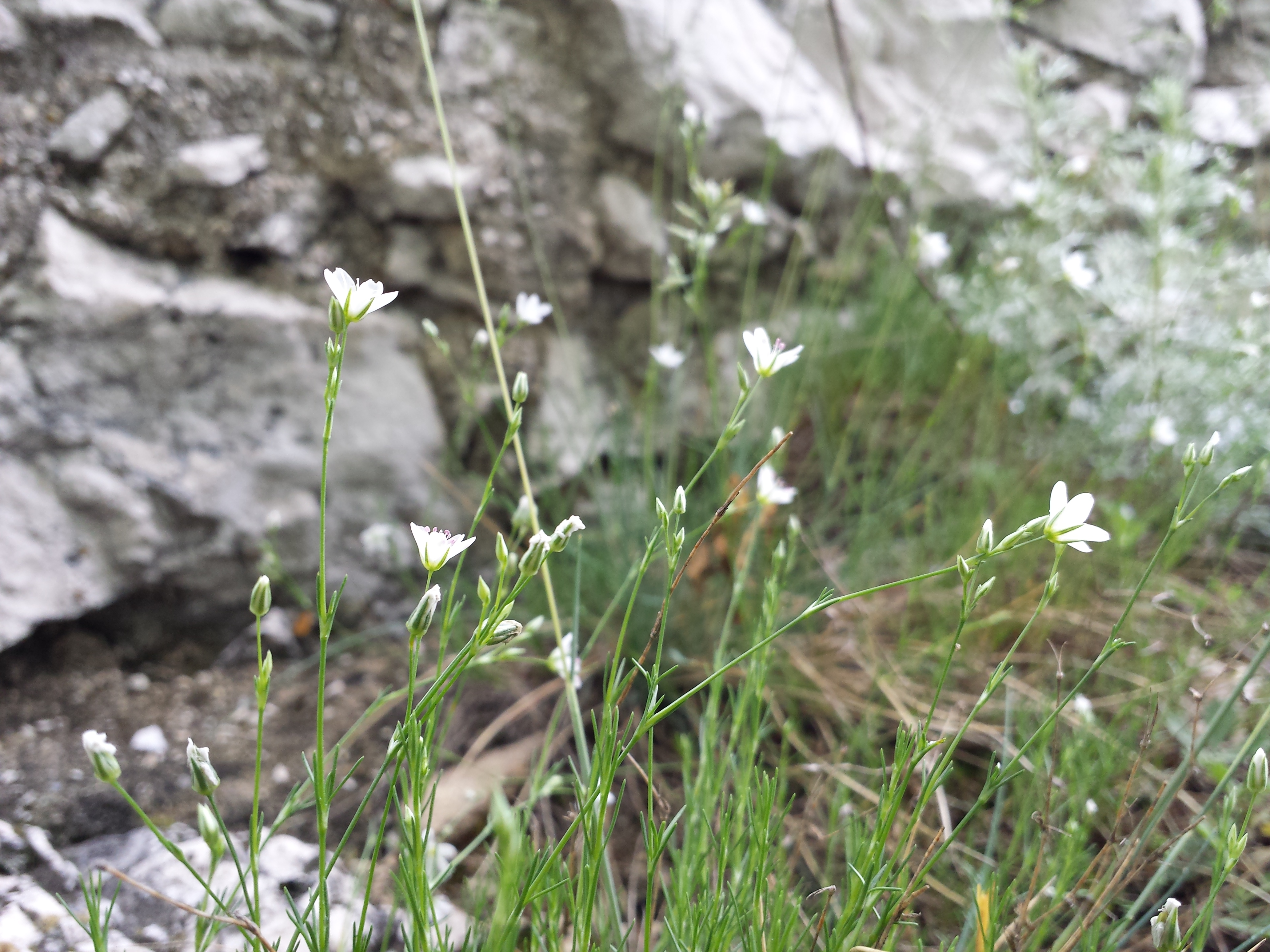
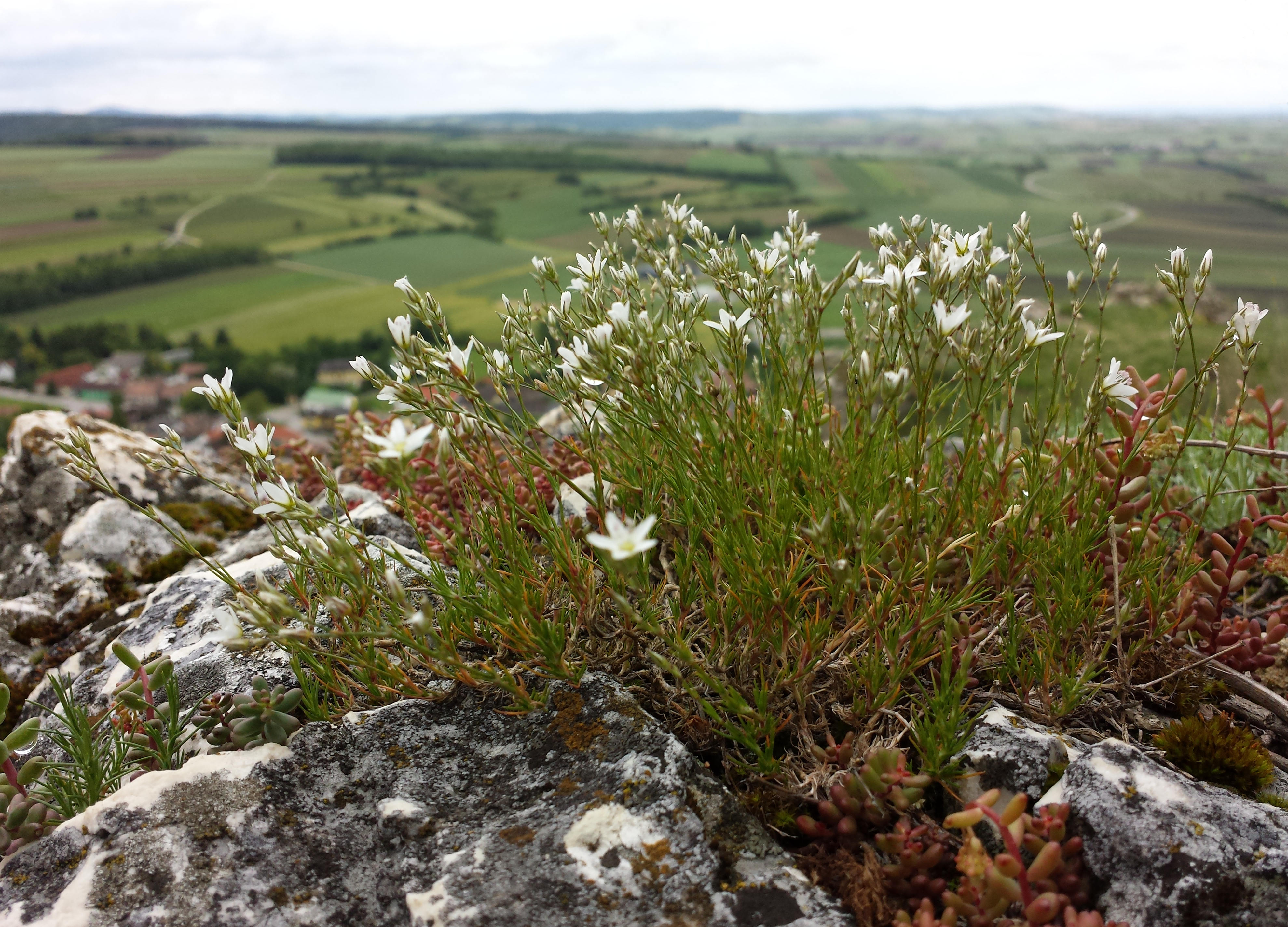
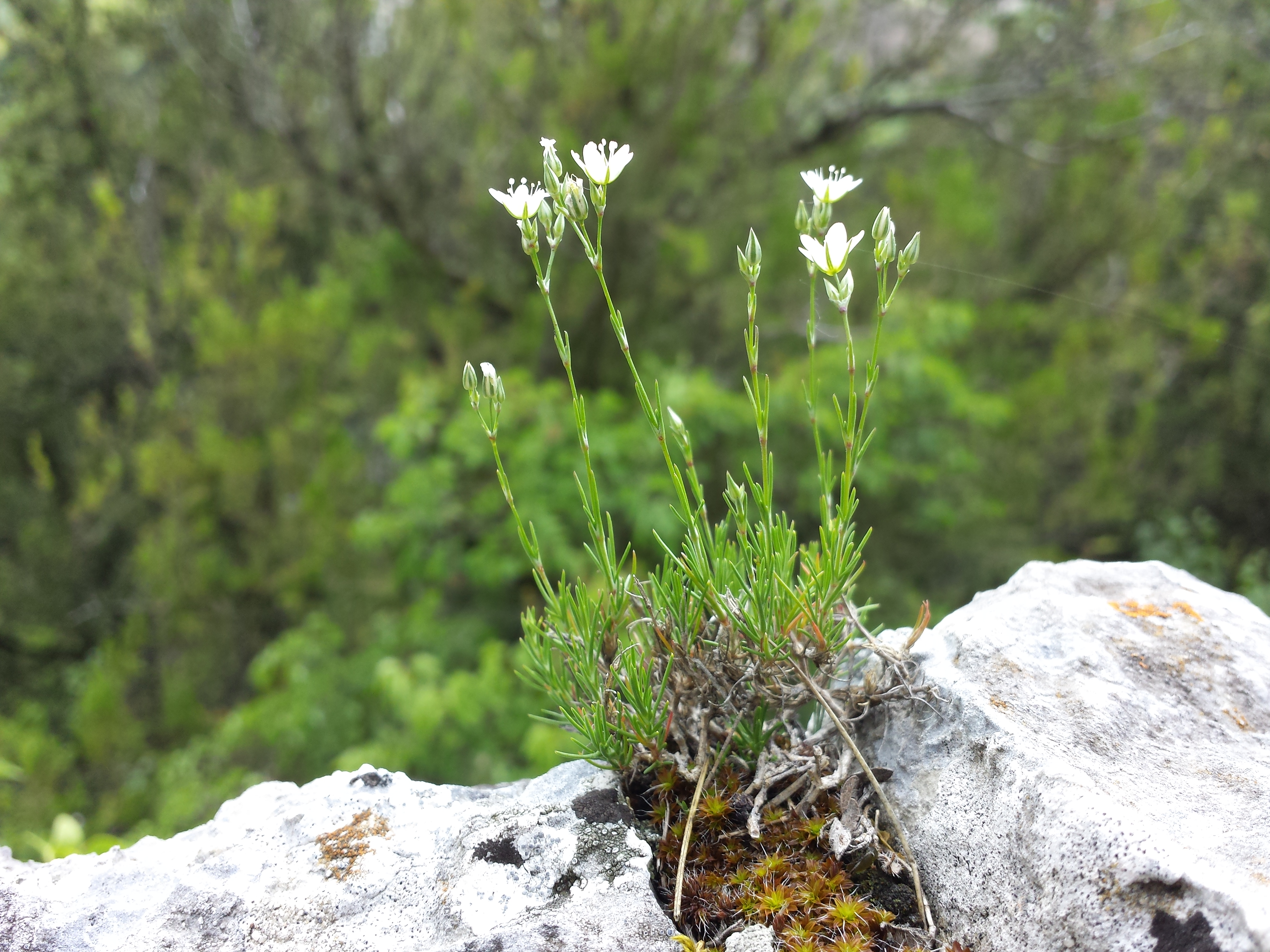
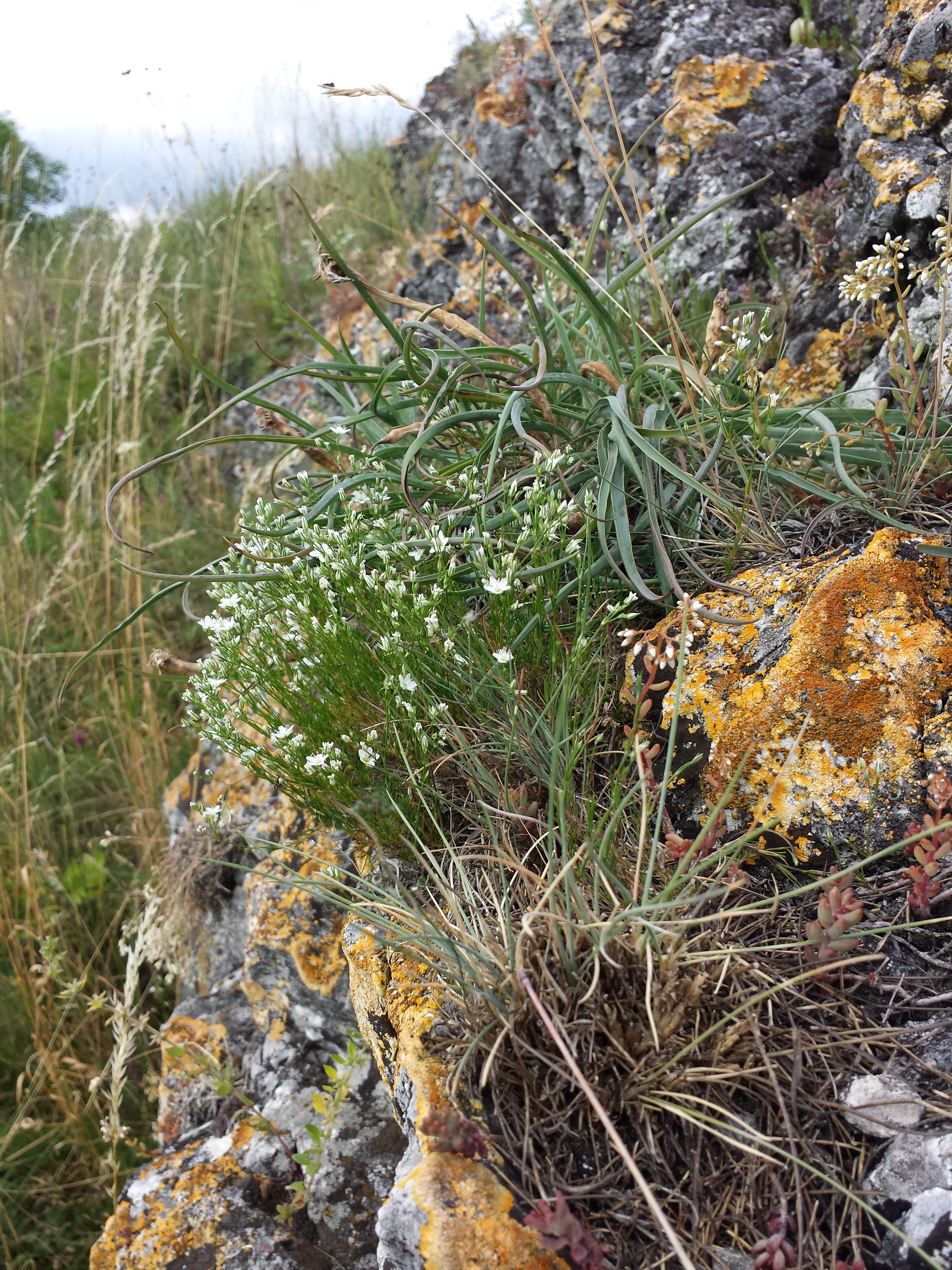
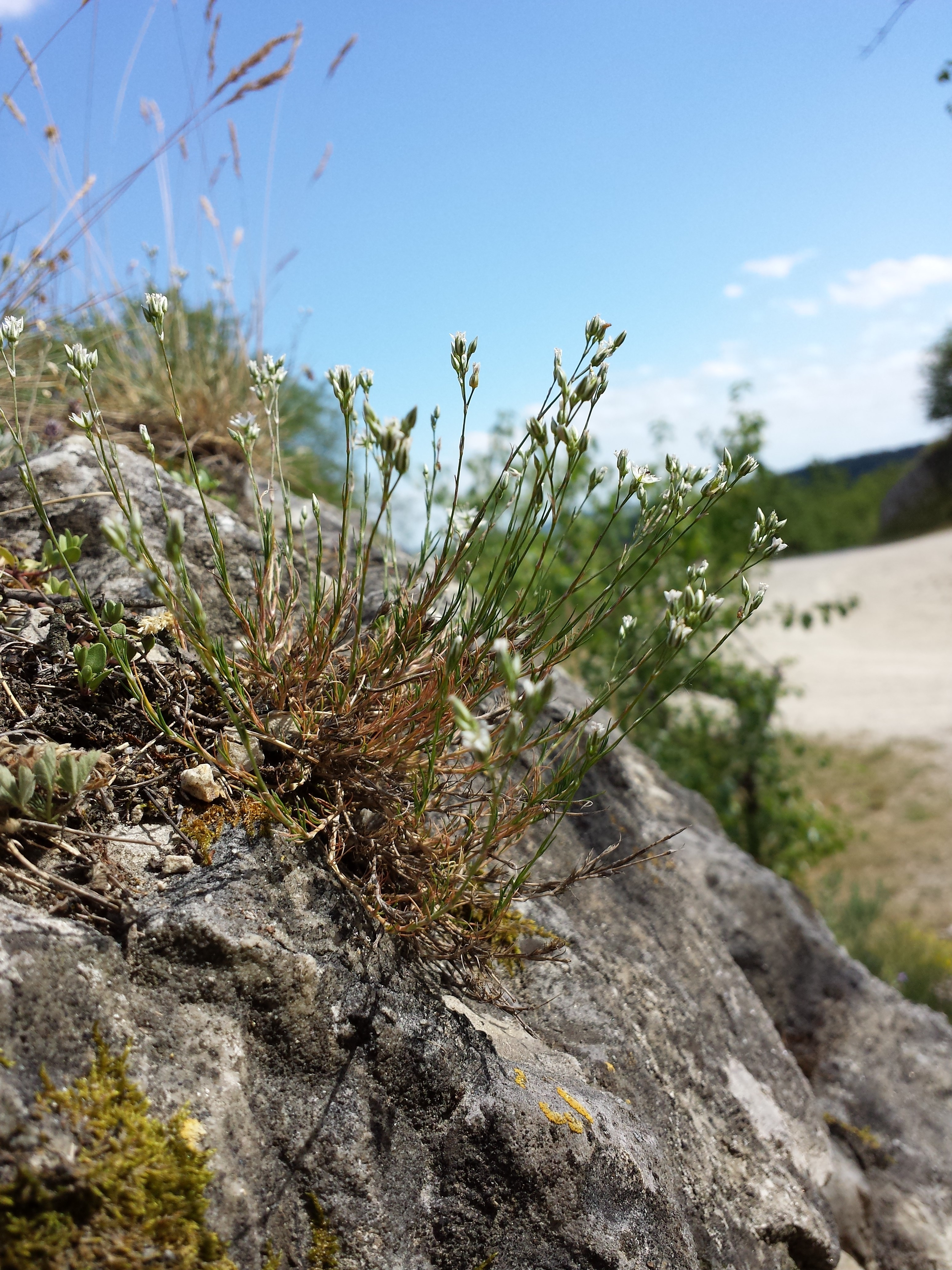